# 能登朝奈
能登 朝奈（のと あさな、1974年（昭和49年） - ）は、ガラス工芸家である。
氷砂糖のような、砂糖菓子のような質感が生まれる、古代メソポタミア文明から伝わるガラス工芸技法である「パート・ド・ヴェール」を用いて、ガラス工芸品を制作している。

## 経歴
1974年（昭和49年）、栃木県芳賀郡益子町に生まれる。
1995年（平成7年）、東京ガラス工芸研究所研究科を卒業。
1997年（平成9年）、安藤ひかりのアシスタントとして活動した後、栃木県益子町で独立。
2001年（平成13年）、福島県いわき市に移住し、創作物活動を続けている。
古代メソポタミア文明から伝わる、粘土で原型を作り、石膏で型を取り、石膏型にガラスの原料を詰め、陶芸の窯で焼成するガラス工芸技法である「パート・ド・ヴェール」を用いる。
首都圏のギャラリーを中心に全国各地で個展やグループ展を開催し、作品を発表している。

## 家族
父親に陶芸家の能登実登利
。母親は同じく陶芸家の能登千加重。
夫は両親と同じく陶芸家の山野邊孝。

## 参考資料
- 『民藝のある暮らし』宝島社〈TJ MOOK〉、2024年6月20日、78頁。ISBN 9784299054388。：母である益子の陶芸家・能登千加重の作品が紹介されている。